# Trebujeni
Trebujeni è un comune della Moldavia situato nel distretto di Orhei di 1.912 abitanti al censimento del 2004

## Località
Il comune è formato dall'insieme delle seguenti località (popolazione 2004):
- Trebujeni (1.449 abitanti)
- Butuceni (239 abitanti)
- Morovaia (224 abitanti)